# کراوتویلر
کراوتویلر (به فرانسوی: Krautwiller) یک کمون در فرانسه با جمعیت ۱۹۴ نفر است که در Canton of Brumath واقع شده‌است.